# 马守清 (1923年)
马守清（1923年—2006年11月11日 ），原名马清，男，回族，吉林长春人，中国电影技术管理工程师、电影摄影师。